# O.K. (album Czerwonych Gitar)
O.K. – album zespołu Czerwone Gitary wydany w 2005 roku nakładem Czerwone Gitary Group.

## Lista utworów

### CD 1
1. "Wyjedź na ulicę" (muz. M. Wądołowski, sł. M. Semaniuk) – 03:41
2. "Senny szept" (muz. A. Wiśniewski, sł. T. Bastkowski) – 03:40
3. "Kradniesz mi moje sny" (muz. M. Wądołowski Jr., sł. M. Semaniuk) – 03:51
4. "A ja wolę w cieniu" (muz. M. Wądołowski, sł. M. Semaniuk) – 02:40
5. "Przeterminowana miłość" (muz. J. Skrzypczyk sł. M. Semaniuk) – 04:05
6. "Spójrz, Warszawa śpi" (muz. J. Skrzypczyk, sł. J. Kondratowicz) – 04:30
7. "Wyluzuj przyjacielu" (muz. A. Malinowski, sł. M. Semaniuk) – 03:36
8. "Jeźdźcy zła" (muz. J. Skrzypczyk, sł. J. Kondratowicz) – 04:43
9. "Ballada o kamieniu milowym" (muz. J. Skrzypczyk sł. M. Semaniuk) – 03:43
10. "Blady miś" (muz. M. Wądołowski, sł. P. Bukartyk) – 03:46
11. "Coś na dowidzenia" (muz. M. Kisieliński, sł. P. Bukartyk) – 03:15
12. "Salus populi" (muz. J. Skrzypczyk, sł. M. Semaniuk) – 04:48

### CD 2 (ścieżka dźwiękowa z koncertu, który odbył się 17 czerwca 2004 w Kaliszu)
1. "Bo ty się boisz myszy" (muz. i sł. J. Kossela) – 2:06
2. "Historia jednej znajomości" (muz. K. Klenczon; sł. J. Kossela) – 3:09
3. "Trzecia miłość - żagle" (muz. S. Krajewski, sł. K. Dzikowski) – 02:54
4. "Kwiaty we włosach" (muz. K. Klenczon, sł. J. Krynicz) – 2:06
5. "Wróćmy nad jeziora" (muz. K. Klenczon, sł. J. Świąć) – 3:41
6. "Nie spoczniemy" (muz. S. Krajewski, sł. A. Osiecka) – 3:42
7. "Nie zadzieraj nosa" (muz. S. Krajewski, sł. M. Gaszyński) – 1:59
8. "Tańczyła jedno lato" (muz. J. Skrzypczyk, sł. J. Kondratowicz) – 3:19
9. "Takie ładne oczy" (muz. S. Krajewski, sł. M. Dagnan) – 2:14
10. "Nikt na świecie nie wie" (muz. K. Klenczon, sł. T. Krystyn) – 2:34
11. "Anna Maria" (muz. S. Krajewski, sł. K. Dzikowski, Dieter Scheinder[a][1]) – 2:49
12. "Senny szept (nagranie studyjne - podkład)" (muz. A. Wiśniewski, sł. T. Bastkowski) – 3:41

## Twórcy
- Jerzy Skrzypczyk – wokal, perkusja
- Jerzy Kosela – gitara
- Henryk Zomerski – klawisze
- Mieczysław Wądołowski – wokal, gitara akustyczna
- Marek Kisieliński – gitara solowa, klawisze, wokal
- Arkadiusz Wiśniewski – bas, wokal

### Muzycy towarzyszący
- Bernard Dornowski – wokal (4,8,12)
- Dariusz Olszewski – wokal (5)
- Marcin Wądłowski – gitara klasyczna (5)
- Arkadiusz Malinowski - kompozycja, mimo że nie był członkiem zespołu (7)

### Personel
- Joanna Marach – zdjęcia
- Sebastian Blum – projekt graficzny